# 滑川明彦
滑川 明彦（なめかわ あきひこ、1927年 - ）は、日本のフランス学者、フランス語教師。

## 経歴
1962年東京教育大学大学院博士課程仏語仏文学専攻単位取得退学、同文学部講師。
1963年カナダ・ラヴァル大学招聘研究員。
1964年日本大学文理学部専任講師、助教授、教授。
1997年定年。
1977年から1978年パリ第3大学に学び、リヨン第3大学日本語講師。

## 著書

### 単著
- 『あなたにもできるフランス語通訳ガイド』（白水社） 1987 - 2004

### 共編著
- 『今日のフランス』（編、朝日出版社） 1971
- 『テーム天声人語』（会津洋共編著、駿河台出版） 1973
- 『絵で見るフランス語入門』（会津洋共著、大学書林） 1979
- 『フランス語・絵会話』（アイマックス共編著、三修社、海外旅行ポケット通訳） 1992
- 『新・街角のフランス語12課』（前川泰子共著、三修社） 1995
- 『英語でわかるフランス語 初級から中級へ』（前川泰子共著、第三書房） 1996

## 翻訳
- 『フランス基本語辞典』（ジョルジュ・マトレ、野村二郎共訳、白水社） 1967
- 『英文法』（アンドレ・テリエ、川本茂雄共訳、白水社、文庫クセジュ） 1973
- 『旅と生活のフランス語』（マリオ・A・ペイ原著、日本語版著、研究社出版） 1978
- 『フランス系カナダ』（ラウル・ブランシャール、白水社、文庫クセジュ） 1978
- 『応用言語学』（シャルル・ブートン、滝沢隆幸, 会津洋共訳、白水社、文庫クセジュ） 1988

## 主要論文
- 「ことばと文化 - 日仏比較韻律論序説」（白水社、『河盛好蔵先生米寿記念論文集』） 1991